# Municipio de Grant (condado de Osborne)
El municipio de Grant (en inglés: Grant Township) es un municipio ubicado en el condado de Osborne en el estado estadounidense de Kansas. En el año 2010 tenía una población de 30 habitantes y una densidad poblacional de 0,33 personas por km².

## Geografía
El municipio de Grant se encuentra ubicado en las coordenadas 39°31′29″N 98°59′17″O / 39.52472, -98.98806. Según la Oficina del Censo de los Estados Unidos, el municipio tiene una superficie total de 91.94 km², de la cual 91,43 km² corresponden a tierra firme y (0,56 %) 0,52 km² es agua.

## Demografía
Según el censo de 2010, había 30 personas residiendo en el municipio de Grant. La densidad de población era de 0,33 hab./km². De los 30 habitantes, el municipio de Grant estaba compuesto por el 100 % blancos. Del total de la población el 0 % eran hispanos o latinos de cualquier raza.